# Зеркало — души
«Зеркало — души» — магнитоальбом советской рок-группы «ДК», записанный и выпущенный в 1988 году на студии «Аванкитч».
Так же, как и большинство «поздних» альбомов группы, этот альбом был записан и спродюсирован одним человеком — лидером проекта Сергеем Жариковым. Альбом полностью выдержан в жанре spoken word и представляет собой получасовое прочтение стихотворений Сергея Жарикова под музыку Сергея Прокофьева. Тема текстов Жарикова имеет явные отсылки к Царской России и Октябрьской революции 1917 года. Также в альбоме упоминается перестройка и Брежнев. Название иронически обыгрывает название первого альбома популярной советской певицы Аллы Пугачёвой и использует омоним "души" в качестве глагола повелительного наклонения.
Альбом был переиздан в 2002 году на студии «SS Records» как часть компиляции «Семья цветочных королей», состоящей из двух компакт-дисков, на первом CD размещён альбом «Цветочный король» 1989 года, на втором — альбом «Зеркало — души».

## Список композиций
| №   | Название                               | В переиздании                | Длительность |
| --- | -------------------------------------- | ---------------------------- | ------------ |
| 1.  | «Вступление»                           | Партбилет елдык              | 3:42         |
| 2.  | «Космогония»                           | Шайтан                       | 2:40         |
| 3.  | «Соловецкая романтика»                 | Бабка ёк                     | 2:03         |
| 4.  | «К Чаадаеву»                           | Слобода кырдын кулак         | 1:28         |
| 5.  | «Рождение нового человека»             | А                            | 3:44         |
| 6.  | «Метаморфозы»                          | Муслим тупой                 | 1:16         |
| 7.  | «Реликвия»                             | Нарком с говном              | 2:38         |
| 8.  | «Коммунистапартиэн»                    | Коммунизма тырбылдэ          | 1:08         |
| 9.  | «Песнь о Разгроме»                     | Ылтыз узун керды (Шайтан №2) | 0:42         |
| 10. | «(в оригинальном альбоме отсутствует)» | Солдат                       | 0:41         |
| 11. | «Немецкий шпион»                       | Шпион байда                  | 2:17         |
| 12. | «Жертва перестройки»                   | Перестройка ханбахчи         | 0:57         |
| 13. | «Книга Л.И. Брежнева»                  | Раис                         | 0:34         |
| 14. | «Джеку Алтаузену»                      | Э Раис                       | 0:43         |
| 15. | «Партийное искусство»                  | Раис акбар                   | 5:26         |
| 16. | «Чуж-Бог»                              | Кибалчиш нерусский чюрк      | 2:55         |
| 17. | «(в оригинальном альбоме отсутствует)» | Ты                           | 0:18         |
| 18. | «(в оригинальном альбоме отсутствует)» | Ограш билять                 | 1:17         |
| 19. | «Проклятие»                            | Турумбай                     | 2:04         |

## Создатели и исполнители
- Автор текстов и исполнитель — Сергей Жариков
- Художник — В.Родзянко
- Продюсер — Сергей Жариков
- В нескольких композициях использован вокал Вольдемара Беклемишева, голоса Марины Трубецковой и Николая Бункина
- Использована музыка Сергея Прокофьева, Модеста Мусоргского, а также фрагменты